# Węzeł potrójny Karliova
Węzeł potrójny Karliova – węzeł potrójny, będący punktem zetknięcia płyt arabskiej, anatolijskiej i eurazjatyckiej.
W kierunku zachodnim wychodzi z niego uskok północnoanatolijski, w południowo-zachodnim - uskok wschodnioanatolijski.